# Plutonomie
Plutonomie bedeutet ökonomisches (wirtschaftliches) Wachstum, gehalten und kontrolliert von der oberen und reichsten Bevölkerungsschicht.

## Begriff
Der Begriff stammt von einem Team um den Aktienanalytiker der US-Bank Citigroup Ajay Kapur, das den Begriff erstmals 2005 in der These für das damals starke Wachstum der US-Wirtschaft trotz steigender Leitzinsen, Rohstoffpreise und Staatsschulden benutzte.
Er ist in Anlehnung an Plutokratie eine Zusammenziehung der griechischen Wörter für „Reichtum“ und „Wirtschaft“. Plutonomien werden von den Citigroup-Analysten definiert als Ökonomien, „wo das Wirtschaftswachstum getrieben und weitgehend konsumiert wird von wenigen Reichen.“

## Diskussion
In insgesamt drei Berichten zur „Plutonomy“ haben die Citigroup-Analysten den Kunden der Bank ihre These erläutert, wonach der Einkommensanteil der Superreichen am Gesamteinkommen in den sogenannten Plutonomien so groß geworden sei, dass man Entwicklungen in diesen Ökonomien nicht mehr verstehen könne, ohne die finanzielle Situation und das Konsumverhalten der Superreichen zu beleuchten. Das Konzept des Durchschnittskonsumenten habe keine Aussagekraft in diesen Ökonomien.
Die  Citigroup-Analysten sagten voraus, dass sich der Trend zur Plutonomie  noch längere Zeit fortsetzen werde, unter anderem wegen wohlmeinender Regierungen. Allerdings wiesen sie auch auf Gefahren für das Plutonomie-Modell hin, unter anderem darauf, dass die wirtschaftlich wenig bedeutsame Bevölkerungsmehrheit mithilfe ihres Stimmengewichts auf politische Veränderungen dringen könnte.
Ulrich Thielemann schrieb 2007 in der Zeitschrift Die Gazette, "dass nach einer Studie der Citibank, diese "die US-amerikanische Wirtschaft als eine soziale ›Plutonomie‹" bezeichnete, denn sie sei "ausgerichtet auf die kleine Gruppe der so genannten ›Super Rich‹, dem reichsten einen Prozent der Amerikaner, das 20 Prozent des Sozialprodukts konsumiert und dem der überwiegende Teil des durchaus beachtlichen Wachstums der letzten Jahre zugeflossen ist".
Die Mittelschicht, welche den Großteil der Bevölkerung darstellt, wird von einer immer kleiner werdenden Minderheit der oberen Bevölkerungsschicht kontrolliert. Das wirtschaftliche Wachstum – und damit die Politik – ist abhängig vom Wohlwollen dieser kleinen „Gruppe der Superreichen“.
In den Plutonomy-Berichten empfahlen Kapur und Team Unternehmen, auf die Produktion von Luxusgütern zu setzen, und Investoren, Aktien von Luxusgüterproduzenten zu kaufen. Wer sich daran gehalten hat, hat blendend verdient. Der internationale Aktienindex für Luxusgüterproduzenten hat seit Mitte 2006 145 Prozent zugelegt, trotz Finanzkrise. Der allgemeine Aktienindex MSCI-World gewann im gleichen Zeitraum nur 30 Prozent.

## Trend zu Vermögenskonzentration und Plutonomie
Acht Jahre nachdem Kapur und Team die Plutonomy-These ausgearbeitet und publiziert haben, wurde der französische Ökonom Thomas Piketty mit einem Buch weltberühmt (Das Kapital im 21. Jahrhundert), in dem er einen starken langfristigen Trend zur Vermögenskonzentration belegt und analysiert. Von einigen Ökonomen wurden Pikettys Thesen dabei bestritten. In dieser Diskussion meldete sich 2014 der Urheber der mit Pikettys Thesen zur Vermögenskonzentration eng verwandten Plutonomy-These, Ajay Kapur, erstmals wieder zu Wort. In der Studie, die er für Kunden seines neuen Arbeitgebers Bank of America Merrill Lynch, einen der größten Vermögensverwalter der Welt erstellte, verteidigten Kapur und Team Piketty gegen seine Kritiker. „Die Kräfte, die den Trend zur Plutonomie befeuern, gewinnen alle an Kraft“, schreiben sie. Nach der neuen Studie mit dem Titel „Piketty and Plutonomy: The Revenge of Inequality“ (deutsch: „Piketty und Plutonomie: Die Rache der Ungleichheit“) sind zwar langfristig die Treiber der weiteren Vermögenskonzentration intakt, darunter Globalisierung und kapitalismusfreundliche Regierungen; kurzfristig sehen Kapur und Team aber Potenzial für Rückschläge. Die US-Notenbank führt ihre Wertpapierkäufe zurück. „Die Bilanzen der Plutonomisten und ihr Verhalten waren ein wichtiger Übertragungskanal für diese Geldpolitik“, analysiert er. Eine zweite Bedrohung für die Luxusbranche sieht er in Antikorruptionsinitiativen wie in China oder Indien. Der Spirituosenhersteller Remy Cointreau spürte das bereits in Form eines Absatzeinbruchs seiner profitabelsten Luxusmarken.